# Thanh Tương
Thanh Tương là một xã thuộc huyện Na Hang, tỉnh Tuyên Quang, Việt Nam.
Xã Thanh Tương có diện tích 103,10 km², dân số năm 2006 là 2.637 người, mật độ dân số đạt 26 người/km².